# Зидуриле (Дамбовица)
Зидуриле (рум. Zidurile) насеље је у Румунији у округу Дамбовица у општини Одобешти. Oпштина се налази на надморској висини од 142 m.

## Становништво
Према подацима из 2002. године у насељу је живело 951 становника, од којих су сви румунске националности.